# Doddenahalli, Arsikere
Doddenahalli là một làng thuộc tehsil Arsikere, huyện Hassan, bang Karnataka, Ấn Độ.